# جون مور (لاعب كرة قدم بريطاني)
جون مور (بالإنجليزية: John Moore)‏ (1 فبراير 1943 في المملكة المتحدة - 4 نوفمبر 2009) هو لاعب كرة قدم بريطاني في مركز جناح ‏. لعب مع Ilkeston F.C. ‏ ولينكولن سيتي أف سي وإيكستون تاون ‏ وأرنولد تاون.